# HMHS Newfoundland
Le HMHS Newfoundland est un navire du Royal Mail Ship reconverti en navire-hôpital pendant la Seconde Guerre mondiale.

## Royal Mail Ship
Le Newfoundland, navire de la compagnie Furness Withy, sous-traitant du Royal Mail Ship, fait l'itinéraire transatlantique régulier entre Liverpool, Saint-Jean de Terre-Neuve, Halifax et Boston. En mai 1926, il est rejoint par un sister ship, le RMS Nova Scotia.

## Début de la Seconde Guerre mondiale
Le Newfoundland passe la première partie de la Seconde Guerre mondiale sur sa route, transportant des troupes blessées du Royaume-Uni au Canada et ramenant les troupes réhabilitées.
En avril 1943, le Newfoundland rapatrie des militaires alliés de Lisbonne à Avonmouth, en Angleterre. Parmi eux se trouve le lieutenant de la RAF John F. Leeming.

## Navire-hôpital
Après l'invasion alliée de l'Italie en septembre 1943, le HMHS Newfoundland est désigné comme navire-hôpital de la 8e armée et est l'un des deux navires-hôpitaux envoyés pour amener 103 infirmières américaines sur les plages de Salerne le 12 septembre. Les navires-hôpitaux sont attaqués deux fois ce jour-là par des bombardiers en piqué, et le soir ils sont rejoints par un troisième navire-hôpital. On décide de déplacer les navires vers la mer et d'y jeter l'ancre pour la nuit. Après qu'il y en a un quatrième, les navires sont très éclairés et portent des inscriptions standard de la Croix-Rouge pour les identifier comme navires-hôpitaux et faire connaître leur protection en vertu de la Convention de Genève.
Le 13 septembre, à 5 h du matin, sous le commandement du capitaine John Eric Wilson, le Newfoundland est touché par une bombe planante Henschel Hs 293 à 40 milles marins (74 km) au large de Salerne. La bombe est lancée par un bombardier Dornier Do 217 appartenant au Kampfgeschwader 100. Elle heurte le pont du bateau, à l'arrière. Le navire ne transporte que deux patients et 34 membres d'équipage. Tout le personnel officier et six des quatorze infirmières britanniques à bord sont tués. Les communications sont perdues, l'équipement de lutte contre l'incendie est complètement détruit. Le Mayo vient à côté pour secourir et apporte un groupe à bord pour aider à contrôler les dégâts. L'incendie continue, il y a une autre explosion et il devient clair que les réservoirs d'essence ont également pris feu. L'équipage quitte le bateau ainsi que 12 membres d'équipage qui ont combattu l'incendie pendant 36 h supplémentaires. Le navire est irréparable et remorqué plus loin vers la mer puis sabordé le lendemain de l'attaque par le destroyer Plunkett.
La raison de l'attaque du HMHS Newfoundland par la Luftwaffe n'est pas établie. Une théorie avancée est que les infirmières américaines furent prises pour des soldats à cause de leurs uniformes verts et peut-être que la Luftwaffe croyait que le navire-hôpital était un navire de troupes.